# Julian Niebylski
Julian Niebylski (ur. 30 marca 1930 w Horodyszczu Wielkim, zm. 3 marca 2021) – polski specjalista w  zakresie geodezji, prof. dr hab.

## Życiorys
Studiował na Wydziale Geodezji Górniczej Akademii Górniczo-Hutniczej w Krakowie, w 1976 obronił pracę doktorską, w 1986 uzyskał stopień doktora habilitowanego. W 1993 nadano mu tytuł profesora nadzwyczajnego. Został zatrudniony na stanowisku profesora w Zakładzie Technologii Okrętów na Wydziale Techniki Morskiej Politechniki Szczecińskiej.
Był profesorem nadzwyczajnym w Instytucie Geoinformatyki na Wydziale Nawigacyjnym Akademii Morskiej w Szczecinie.
Zmarł 3 marca 2021.

## Odznaczenia
- Krzyż Kawalerski Orderu Odrodzenia Polski[1]